# Партита для скрипки № 3 (Бах)
Партита № 3 ми мажор BWV 1006 Иоганна Себастьяна Баха для скрипки соло — последняя работа из серии «Шесть сонат и партит». Состоит из следующих частей:
1. Прелюдия (фр. Preludio)
2. Лур (фр. Loure)
3. Гавот и рондо (фр. Gavotte en Rondeau)
4. Менуэты (фр. Menuets) (I и II)
5. Бурре (фр. Bourrée)
6. Жига (фр. Gigue)

Исполнение занимает около 20 минут.
Вся партита была записана Бахом и числится в каталоге как BWV 1006a. В 1900 году органист Вильгельм Тапперт утверждал, что эта нотная запись была сделана для сольной лютни, но нынешние исследования показывают, что это было для неуказанного инструмента.
Наиболее часто встречающиеся записи обычно относятся к Прелюдии. Она состоит почти целиком из шестнадцатых. Прелюдия была также записана Бахом для использования в двух кантатах:
- в синфонии, открывающей вторую часть кантаты 1729 года Herr Gott, Beherrscher aller Dinge, BWV 120a[нем.] ,
- во вводной синфонии для органа облигато, гобоев, труб и струнных из кантаты 1731 г. Wir danken dir, Gott, wir danken dir, BWV 29[нем.] в ре мажоре.

«Gavotte en Rondeau» был включен в Золотую пластинку «Вояджера» и часто звучит англоязычных в теле- или радиопрограммах.
В 1933 году Сергей Рахманинов сделал переложение для фортепиано (и впоследствии записал) «Прелюдию», «Гавот» и «Жигу» из этой партиты (как TN 111/1).